# Filmographie de Jackie Chan

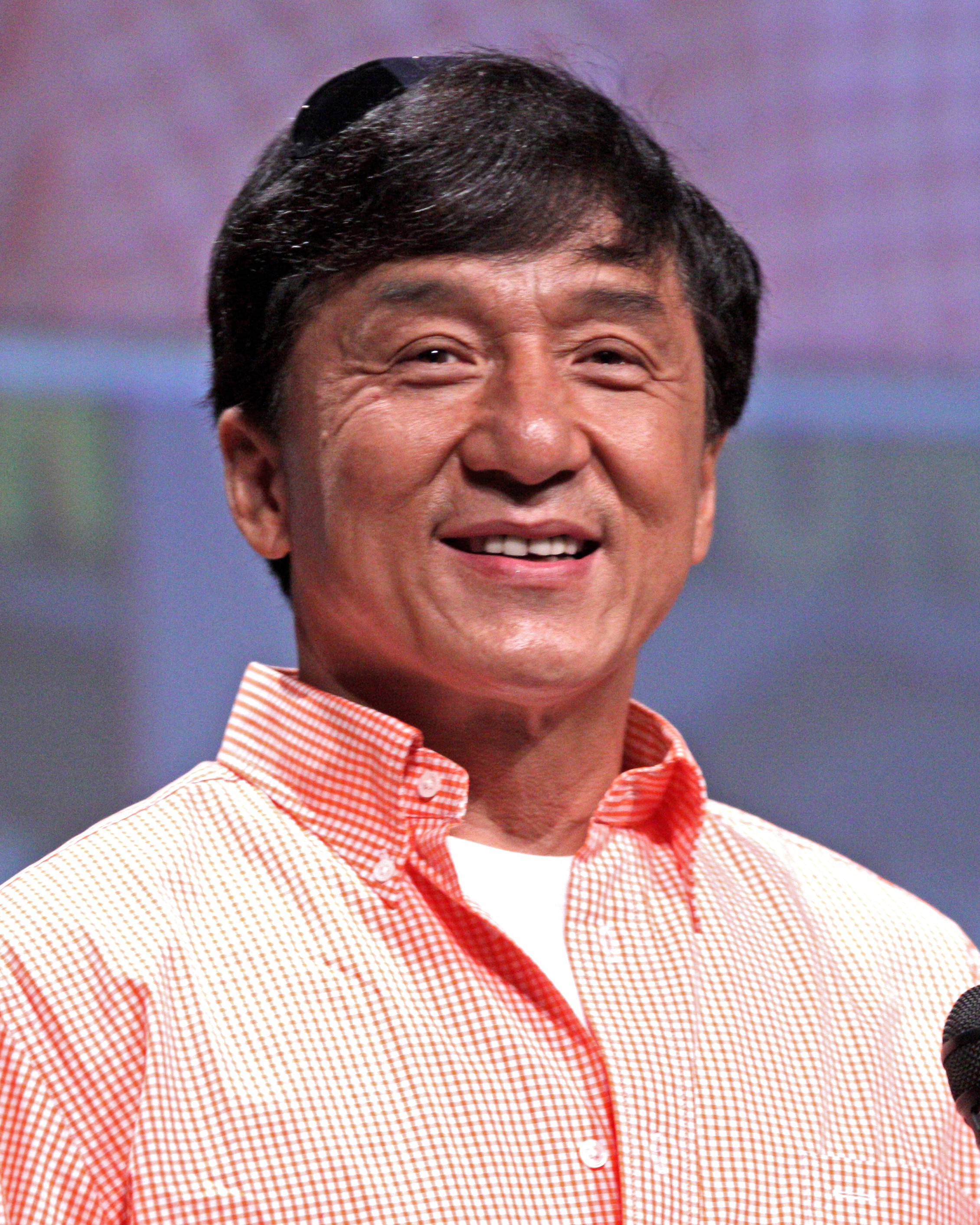
Jackie Chan au Comic-Con 2012 à San Diego.

Cet article recense la filmographie complète de l'acteur, scénariste, réalisateur et producteur chinois Jackie Chan.

## Acteur

### Années 1960
- 1962 : Big and Little Wong Tin Bar de Lung To: Le gamin
- 1964 : Qin Xiang Lian de Yu-Hsin Chen et Chun Yen

### Années 1970
- 1971 : Le Petit Tigre de Canton (en) de Chu Mu: le héros
- 1972 : Le Vengeur aux poings d'acier (Qi lin zhang)
- 1972 : The Black Tavern : un serviteur (figurant)
- 1972 : Dynamique Dragon contre boxeurs chinois (Hapkido / He qi dao)
- 1972 : La Fureur de vaincre (Jing wu men) : Élève de Jing Wu
- 1972 : Le Retour de Big Boss (Brutal Boxer)
- 1973 : Les coolies en ont ras le bol (Ding tian li di) : Si To
- 1973 : Facets of Love (Bei di yan zhi)
- 1973 : Le Jeune Tigre (Nu jing cha / Police Woman)
- 1973 : L'Héroïne du kung fu (Tie wa) : Japanese extra
- 1973 : Massacre à San Francisco (Slaughter in San Francisco)
- 1973 : Opération Dragon (Enter the Dragon) : Garde de Han
- 1973 : Yang Sze, la terreur de Bruce Lee (Chinese Hercules)
- 1973 : Le Kamikaze du karaté (Fist to Fist)
- 1974 : The Golden Lotus (Jin ping shuang yan)
- 1974 : Les Trois Supermen du kung-fu (Crash! Che botte... Strippo strappo stroppio)
- 1975 : No End of Surprises (Pai an jing ji)
- 1975 : La Légende de l'Himalaya (Mi zong sheng shou)
- 1975 : All in the family (Hua fei man cheng chun)
- 1976 : The Killer Meteors (Feng yu shuang liu xing) : Wa Wu-Bin / Tiger
- 1976 : La Nouvelle Fureur de vaincre (Xin ching-wu men)
- 1976 : Shing, le fantastique Mandchou (Shao Lin men) : Tan Feng
- 1976 : L'Impitoyable (Shao Lin mu ren xiang) : Jackie
- 1977 : Serpent dans l'ombre des aigles
- 1977 : Les 36 Poings vengeurs de Shaolin (San shi liu mi xing quan)
- 1977 : Le Vengeur (Jian hua yan yu jiang nan) : Cao Lei
- 1978 : Le Chinois se déchaîne (Se ying diu sau) : Chien Fu
- 1978 : Le Magnifique (She he ba bu) : Hsu Yin-fung
- 1978 : Magnificent Bodyguards (Fei du juan yun shan) : Lord Ting Chung
- 1978 : Le Maître chinois (Jui kuen) : Wong Fei-hung
- 1978 : Le Protecteur (Dian zhi gong fu gan chian chan) : Jiang Hong
- 1978 : L'Irrésistible (Quan jing) : Yi-Lang
- 1979 : La Hyène intrépide (Xiao quan guai zhao) : Shing Lung
- 1979 : Le Poing de la vengeance (Long quan) : Tang How-yuen
- 1979 : La Rage du vainqueur (Guang dong xiao lao hu) : Jackie Chan

### Années 1980
- 1980 : La Danse du lion (Shi di chu ma) : Dragon
- 1980 : Le Chinois (The Big Brawl) : Jerry Kwan
- 1981 : L'Équipée du Cannonball (The Cannonball Run) : Jackie Chan
- 1982 : Dragon Lord (Long xiao ye) : Dragon
- 1983 : La Mission fantastique (Mi ni te gong dui) : Sammy
- 1983 : Le Gagnant (Qi mou miao ji: Wu fu xing) : CID 07
- 1983 : Le Cri de la hyène (Long teng hu yue) : Chan Lung
- 1983 : Le Marin des mers de Chine ('A' gai waak) : Dragon Ma Yong
- 1984 : Soif de justice (Kuai can che) : Thomas
- 1984 : Cannonball 2 (Cannonball Run I) : Jackie Chan
- 1985 : First Mission (Long de xin) : Ted / Tat Fung
- 1985 : Police Story (Ging chaat goo si) : Chan Ka Kui
- 1985 : Le Flic de Hong Kong (Fuk sing go jiu) : Muscle
- 1985 : Le Flic de Hong Kong 2 (Xia ri fu xing) : Muscle
- 1985 : Le Retour du Chinois (The Protector) : Billy Wong
- 1986 : Naughty Boys (Nui ji za pai jun) : Un prisonnier
- 1986 : Mister Dynamite (Long xiong hu di) : Jackie (Le Faucon)
- 1987 : Le Marin des mers de Chine 2 ('A' gai wak 2) : Dragon Ma
- 1988 : Police Story 2 (Ging chaat goo si 2) : Chan Ka Kui
- 1988 : Dragons Forever (Fei lung mang jeung) : Jackie Lung
- 1989 : Big Brother (Ji ji) : "Charlie" Cheng Wah Kuo
- 1989 : Island of Fire (Huo shao dao) : Lung / Steve

### Années 1990
- 1990 : New Kids in Town (Chu dao gui jing) : Un inspecteur
- 1990 : Stage Door Johnny (Wu tai jie mei)
- 1991 : Opération Condor (Fei ying gai wak) : Jackie (Le Condor)
- 1991 : Angry Ranger (Huo bao lang zi)
- 1992 : Double Dragon (Seong lung wui) : John Ma / Boomer
- 1992 : Center Stage (Yuen Ling-yuk)
- 1992 : Police Story 3: Supercop (Ging chat goo si 3: Chiu kup ging chat) : Inspecteur Chan Ka-kui
- 1992 : The Shootout (Wei xian qing ren)
- 1992 : A Kid from Tibet (Xi Zang xiao zi)
- 1993 : Crime Story (Cung on zo) : Inspecteur Eddie Chan
- 1993 : Supercop 2 (Chao ji ji hua) : Inspecteur Chan
- 1993 : Niki Larson (Sing si lip yan) : Ryo Saeba
- 1994 : Combats de maître (Jui kuen II) : Wong Fei-hung
- 1995 : Jackie Chan dans le Bronx (Hung faan keoi) : Keung
- 1995 : Jackie Chan sous pression (Thunderbolt / Pik lik foh) : Chan Foh To
- 1996 : Contre-attaque (Ging chaat goo si 4: Ji gaan daan yam mo) : Inspecteur Chan Ka-kui
- 1997 : Mister Cool (Yat goh ho yan) : Jackie
- 1997 : An Alan Smithee Film : lui-même
- 1998 : Qui suis-je ? (Ngo si seoi) : Jackie
- 1998 : Hot War (Waan ying dak gung)
- 1998 : Rush Hour : Inspecteur en chef Lee
- 1998 : Mulan : Shang (Voix Chinoise)
- 1999 : Jackie Chan à Hong Kong (Gorgeous / Boh lei chun) : Chan
- 1999 : King of Comedy (Hei kek ji wong)
- 1999 : Gen-X Cops (Dak ging san yan lui) : Le poissonnier (caméo)

### Années 2000
- 2000-2005 : Jackie Chan (Jackie Chan Adventures) : lui-même (voix)
- 2000 : Shanghai Kid (Shanghai Noon) : Chon Wang
- 2001 : Espion amateur (Te wu mi cheng) : Jackie Chan
- 2001 : Rush Hour 2 : l'inspecteur en chef Lee
- 2002 : Le Smoking (The Tuxedo) : Jimmy Tong
- 2003 : Shanghai Kid 2 (Shanghai Knights) : Chon Wang
- 2003 : The Twins Effect (Chin gei bin) : Jackie
- 2003 : Le Médaillon (The Medallion) : Eddie Yang
- 2003 : The Sword Searchers
- 2004 : Enter the Phoenix (Daai lo oi mei lai) : le client de Julie (caméo)
- 2004 : Le Tour du monde en quatre-vingts jours (Around the World in 80 Days) : Passepartout
- 2004 : The Twins Effect 2 (Fa dou daai jin)
- 2004 : New Police Story (San ging chaat goo si) : l'inspecteur Chan Kwok-Wing senior
- 2005 : The Myth (Shen hua) : le général Meng-yi' / Jack
- 2006 : L'Expert de Hong Kong (Rob-B-Hood / Bo bui gai wak) : Tong
- 2007 : Rush Hour 3 : Inspecteur en chef Lee
- 2008 : Kung Fu Panda : Maître singe (voix)
- 2008 : Le Royaume interdit (The Forbidden Kingdom) : Lu Yan / le vieux Hop
- 2008 : Wushu : Caméo
- 2009 : Shinjuku Incident (San sak si gin) : Steelhead
- 2009 : Kung Fu Master (Xun zhao Cheng Long) : Jackie Chan
- 2009 : The Founding of a Republic (Jian guo da ye)

### Années 2010
- 2010 : Little Big Soldier (Da bing xiao jiang) : The Soldier
- 2010 : Shaolin (Xin shao lin si) : Cook
- 2010 : Kung Fu Nanny (The Spy Next Door) : Bob Ho
- 2010 : Karaté Kid (The Karate Kid) : M. Han
- 2010 : Kung Fu Panda : Bonnes Fêtes (Kung Fu Panda Holiday) : Maître Singe (voix)
- 2011 : Kung Fu Panda 2 : Maître singe (voix)
- 2011 : 1911 (Xin hai ge ming) : Huang Xing
- 2012 : Chinese Zodiac (Sap ji sang ciu) : JC « Le Faucon »
- 2013 : Police Story: Lockdown (Jing cha gu shi 2013) : Zhong Wen
- 2015 : Dragon Blade (Tian jiang xiong shi) : Huo An
- 2016 : La Filature (Skiptrace) : Benny Chan
- 2016 : Kung Fu Panda 3 : Maître singe (voix)
- 2016 : Railroad Tigers (Tie dao fei hu) : Ma Yuan
- 2017 : Kung Fu Yoga (Gong fu yu jia) : Jack
- 2017 : Lego Ninjago, le film (The Lego Ninjago Movie) : Sensei Wu (voix)
- 2017 : Opération Casse-noisette 2 (The Nut Job 2) : Mr Feng (voix)
- 2017 : The Foreigner : Quan
- 2017 : Bleeding Steel (Jī qì zhī xuè) : Lin Dong
- 2019 : The Knight of Shadows: Between Yin and Yang : Pu Songling
- 2019 : The Mystery of the Dragon Seal : le maître
- 2019 : The Climbers : Yang Guang (vieux)

### Années 2020
- 2020 : Vanguard : Tang Huating
- 2023 : Ride On : Lao Luo
- 2023 : Ninja Turtles: Teenage Years (Teenage Mutant Ninja Turtles: Mutant Mayhem) de Jeff Rowe et Kyler Spears : Splinter (voix)
- 2023 : Project X-traction : Luo Feng
- 2024 : Panda plan : Jackie
- 2024 : A Legend : Zhao Zhan
- 2025 : Karate Kid: Legends de Jonathan Entwistle : M. Han
- 2025 : Whispers of Gratitude (prochainement)
- 2025 :The Shadow’s Edge (prochainement)
- 2025 : Panda Plan 2 : Jackie (prochainement)

## Direction des combats
- 1973/75 : Les Jeunes Dragons

## Scénariste
- 1978 : Le Protecteur (Dian zhi gong fu gan chian chan)
- 1979 : La Hyène intrépide (Hsiao chuan yi chao)
- 1980 : La Danse du lion (Shi di chu ma)
- 1982 : Dragon Lord (Long xiao ye)
- 1983 : Le Marin des mers de Chine ('A' gai waak)
- 1985 : Police Story (Ging chaat goo si)
- 1986 : Mister Dynamite (Long xiong hu di) Co-Scénariste (non crédité)
- 1987 : Le Marin des mers de Chine 2 ('A' gai wak 2)
- 1988 : Police Story 2 (Ging chaat goo si 2)
- 1989 : Big Brother (Ji ji)
- 1991 : Opération Condor (Fei ying gai wak)
- 1995 : Jackie Chan sous pression (Thunderbolt / Pik lik foh)
- 1999 : Jackie Chan à Hong Kong (Boh lei chun)
- 1998 : Qui suis-je ? (Ngo si seoi)
- 2006 : L'Expert de Hong Kong (Rob-B-Hood / Bo bui gai wak)
- 2010 : Little Big Soldier (Da bing xiao jiang)
- 2012 : Chinese Zodiac (Sap ji sang ciu)

## Réalisateur
- 1979 : La Hyène intrépide (Hsiao chuan yi chao)
- 1980 : La Danse du lion (Shi di chu ma)
- 1982 : Dragon Lord (Long xiao ye)
- 1983 : Le Marin des mers de Chine ('A' gai waak)
- 1985 : Police Story (Ging chaat goo si)
- 1986 : Mister Dynamite (Long xiong hu di)
- 1987 : Le Marin des mers de Chine 2 ('A' gai wak 2)
- 1988 : Police Story 2 (Ging chaat goo si 2)
- 1989 : Big Brother (Ji ji)
- 1991 : Opération Condor (Fei ying gai wak)
- 1993 : Crime Story (Cung on zo) : Co-réalisateur (non crédité)
- 1994 : Combats de maître (Jui kuen II) : Co-réalisateur
- 1998 : Qui suis-je ? (Ngo si seoi)
- 1998 : Jackie Chan : My Story (documentaire)
- 1999 : Jackie Chan : My Stunts (documentaire)
- 2012 : Chinese Zodiac (Sap ji sang ciu)

## Producteur
- 1986 : Naughty Boys (Nui ji za pai jun)
- 1987 : Rouge (Yin ji kau)
- 1988 : Inspector Wears Skirts (Ba wong fa)
- 1989 : Inspector Wears Skirts 2 (Shen yong fei hu ba wang hua)
- 1990 : Stage Door Johnny (Wu tai jie mei)
- 1991 : Angry Ranger (Huo bao lang zi)
- 1992 : Center Stage (Yuen Ling-yuk)
- 1992 : Police Story 3: Supercop (Ging chat goo si 3: Chiu kup ging chat) : Producteur délégué
- 1992 : The Shootout (Wei xian qing ren)
- 1995 : Jackie Chan sous pression (Thunderbolt / Pik lik foh)
- 1998 : Hot War (Waan ying dak gung)
- 1998 : Jackie Chan : My Story (documentaire)
- 1999 : Jackie Chan : My Stunts (documentaire)
- 1999 : Jackie Chan à Hong Kong (Gorgeous / Boh lei chun)
- 1999 : Gen-X Cops (Dak ging san yan lui) : Producteur délégué
- 2000-2005 : Jackie Chan (Jackie Chan Adventures) : Producteur délégué
- 2000 : Shanghai Kid (Shanghai Noon) : Producteur exécutif
- 2001 : Espion amateur (Te wu mi cheng)
- 2003 : Shanghai Kid 2 (Shanghai Knights) : Producteur délégué
- 2003 : Le Médaillon (The Medallion) : Producteur délégué
- 2004 : Enter the Phoenix (Daai lo oi mei lai) : Producteur délégué
- 2004 : Le Tour du monde en quatre-vingts jours (Around the World in 80 Days) : Producteur délégué
- 2004 : New Police Story (San ging chaat goo si) : Producteur délégué
- 2005 : The Myth (Shen hua) : Producteur délégué
- 2005 : Changhen ge
- 2010 : Little Big Soldier (Da bing xiao jiang)
- 2012 : Chinese Zodiac (Sap ji sang ciu)
- 2015 : Dragon Blade (Tian jiang xiong shi)
- 2017 : The Foreigner
- 2017 : Bleeding Steel (Jī qì zhī xuè)
- 2021 : Le Dragon-génie (Wish Dragon)